# Junta de Estimación de la Ciudad de Nueva York
La Junta de Estimación de la Ciudad de Nueva York era un organismo gubernamental de la ciudad de Nueva York, el responsable de las decisiones presupuestarias y de uso del suelo. En virtud de la Carta de la amalgamada Gran Ciudad de Nueva York (aprobada en 1897, vigente en 1898) la junta de estimación y prorrateo estaba compuesta por ocho miembros de oficio: el alcalde de la ciudad de Nueva York, el director de finanzas y director ejecutivo de auditoría de la ciudad de Nueva York y el presidente del consejo municipal de Nueva York, cada uno de los cuales fue elegido en toda la ciudad y tuvo dos votos, y los cinco presidentes de los condados, cada uno con un voto. La carta de reforma de La Guardia de 1938 simplificó su nombre y aumentó sus poderes.
En 1989, la Corte Suprema de los Estados Unidos, en el juicio de la junta de estimación de la ciudad de Nueva York contra Morris, declaró la junta de estimación de la ciudad de Nueva York inconstitucional en razón de que el distrito más poblado de la ciudad Borough(Brooklyn) no tuvo una efectiva y mayor representación en la junta de estimación que la ciudad más pequeña que Borough (Staten Island), este acuerdo es una violación de la cláusula de igual protección a la Decimocuarta Enmienda a la Constitución de los Estados Unidos, (Cláusula sobre Protección Igualitaria) de conformidad con la alta corte y su decisión de 1964: un hombre,un voto.
En el marco de la recién reescrita carta de la ciudad en 1990, la mayor parte de las responsabilidades que la junta de estimación de la ciudad de Nueva York había tenido previamente, se delegaron en el Consejo municipal de Nueva York.